# EM i atletik 2026
EM i atletik 2026 vil blive den 27. udgave af europamesterskaberne i atletik, der vil afholdes på Alexander Stadium i Birmingham, Storbritannien, mellem den 3. og 9. august 2026..